# Cornelia Sirch
Cornelia Sirch (Jena, 23 oktober 1966) is een Oost-Duits zwemster. 

## Biografie
Sirch won tijdens de Olympische Zomerspelen 1988 een bronzen medailles op beiden rugslagnummers, op de 4x100m wisselslag zwom Sirch in de series en werd vervangen door Kristin Otto voor de finale. Haar ploeggenoten wonnen de gouden medaille.

## Internationale toernooien
| Jaar | Olympische Spelen                                                            | WK Langebaan                                        | EK Langebaan                                                        |
| ---- | ---------------------------------------------------------------------------- | --------------------------------------------------- | ------------------------------------------------------------------- |
| 1982 |                                                                              | 200m rugslag                                        |                                                                     |
| 1983 |                                                                              |                                                     | 100m rugslag · 200m rugslag · 4x100m vrije slag · 4x200m vrije slag |
| 1984 | boycot Oostblok                                                              |                                                     |                                                                     |
| 1985 |                                                                              |                                                     | 200m rugslag · 400m wisselslag                                      |
| 1986 |                                                                              | 4e 100m rugslag · 200m rugslag · 4e 400m wisselslag |                                                                     |
| 1987 |                                                                              |                                                     | 200m rugslag · 200m wisselslag                                      |
| 1988 | 100m rugslag · 200m rugslag · 4x100m wisselslag · Sirch zwom enkel de series |                                                     |                                                                     |